# مسترسون (تگزاس)
مسترسون (به انگلیسی: Masterson) یک منطقهٔ مسکونی در ایالات متحده آمریکا است که در شهرستان مور، تگزاس واقع شده‌است. مسترسون ۱٬۱۲۸٫۹۹ متر بالاتر از سطح دریا واقع شده‌است.